# 于莲芝
于莲芝（1938年2月—1997年），辽宁人，中华人民共和国外交官，前任中华人民共和国驻瓜亚基尔总领事、中华人民共和国驻赤道几内亚共和国特命全权大使。
1996年7月，于莲芝经全国人大批准为驻赤道几内亚大使，但因病未能赴任。1997年5月，全国人大免去她的驻赤道几内亚大使职务。
于莲芝的丈夫是外交官安兴华。